# Natalija Duhnova
Natalija »Nataša« Stanislavovna Duhnova (belorusko Наталля »Наташа« Станіславаўна Духнова), beloruska atletinja, * 16. julij 1966, Jaroslavelj, Sovjetska zveza.
Nastopila je na poletnih olimpijskih igrah v letih 1996 in 2000, leta 1996 je dosegla sedmo mesto v teku na 800 m. Na svetovnih dvoranskih prvenstvih je v isti disciplini osvojila srebrno medaljo leta 1997, kot tudi na evropskih prvenstvih leta 1994, na evropskih dvoranskih prvenstvih pa naslov prvakinje leta 1994.